# قطن (يريم)

تعديل مصدري - تعديل

قطن هي إحدى قرى عزلة بني مسلم بمديرية يريم التابعة لمحافظة إب، بلغ تعداد سكانها 217 نسمة حسب تعداد اليمن لعام 2004.